# Edward W. Clark

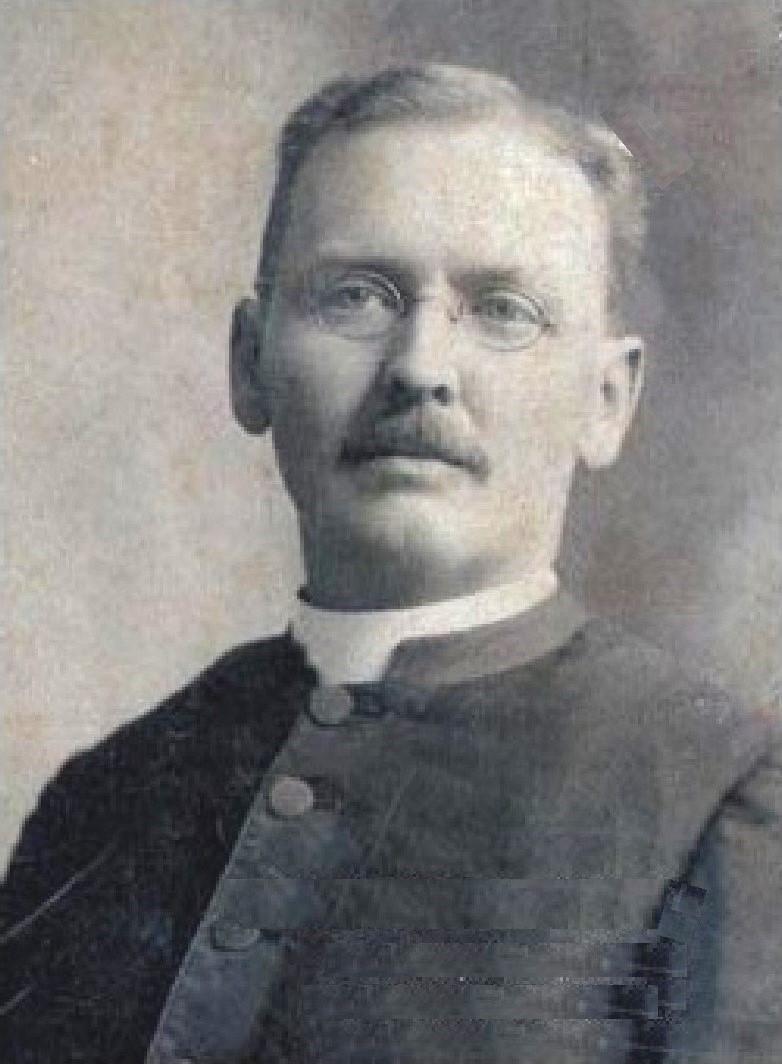
Edward W. Clark

Edward Warren Clark (geboren 27. Januar 1849 in Portsmouth (New Hampshire); gestorben 5. Juni 1907 in Kingston (City, New York)) war ein US-amerikanischer Pädagoge, der im Japan der Meiji-Zeit 1871 bis 1875 als Kontrakt-Ausländer tätig war. Später wurde er durch öffentliche Vorführungen von Dias aus Asien bekannt.

## Leben und Werk
Edward Clark, ein Sohn des kongregationalistischen Pastors Rufus W. Clark Sr., besuchte in den USA die heutige Rutgers University, wo er Chemie und Biologie studierte. Während seiner Studienzeit knüpfte er enge Beziehungen zu japanischen Studenten und freundete sich mit William Elliot Griffis an, der 1870 als Kontrakt-Ausländer nach Japan ging. 1871 kam er auf Wunsch von Katsu Kaishū nach Japan und unterrichtete zunächst Naturwissenschaften an der ehemaligen Han-Schule „Denshūjo“ (伝習所) in der Stadt Shizuoka. Hier bildete er viele japanische Lehrer für Naturwissenschaften aus. Anschließend zog er nach Tokio, wo er 1873 und 1874 an der „Tōkyō Kaisei School“ (東京開成学校), einer der Vorläufereinrichtungen der Universität Tokio, eine der ersten Chemieabteilungen Japans gründete.
1875 kehrte er in die Vereinigten Staaten zurück und setzte am Union Theological Seminary sein Theologiestudium fort, das er 1871 unterbrochen hatte. Hier begann er auch mit öffentlichen Vorführungen, in denen er eigene und fremde Fotografien aus Asien als Dias in einer neuartigen Laterna magica (eigentlich ein Magnesium Stereopticon) zeigte. Bis zur Jahrhundertwende zeigte er immer neue Bilderserien in vielen Städten der USA. 1880 wurde er als Geistlicher der Episkopalkirche der Vereinigten Staaten von Amerika ordiniert und arbeitete in verschiedenen Gemeinden, unter anderem in Philadelphia, Tallahassee und Nashville. In Tallahassee betrieb er auch eine Farm.
Clark schrieb als Korrespondent für Rutgers Targum, The New York Evangelist und The Child’s Paper über Japan. Anschließend veröffentlichte er Bücher, die seine Schriften zusammenstellten, seine Erfahrungen in Japan schilderten und Fotos von seinem Aufenthalt brachten. Dazu gehörten Life and Adventure in Japan 1878, From Hong-Kong to the Himalayas: or, Three thousand miles through India 1880 und Around the World in Eighty Minutes. Anschließend lehrte Clark in japanischen Vertretungen in New York und Philadelphia, kehrte jedoch 1891 nach Japan zurück. 1904 verfasste er eine Biografie zu Katsu Kaishū: Katz Awa, the Bismark of Japan.
Clark spielte auch eine Rolle beim Vertrag von Portsmouth, der 1905 zwischen Russland und Japan geschlossen wurde, um den Krieg zwischen den beiden Nationen zu beenden. Ihm wird zugeschrieben, dass er auf der Friedenskonferenz von Portsmouth in den höchsten Tönen von Japan gesprochen und sich für bessere Bedingungen für Japan eingesetzt hat.
1905 zog Clark nach Florida und lud eine japanische Familie ein, auf seinem Land zu leben. Er starb bald darauf 1907 an Tuberkulose. Clark trug maßgeblich zur Modernisierung des japanischen Bildungswesens in den 1870er Jahren bei. Ebenso half er, eine Brücke zwischen Japan und den Vereinigten Staaten von Amerika zu schlagen.